# Centrão

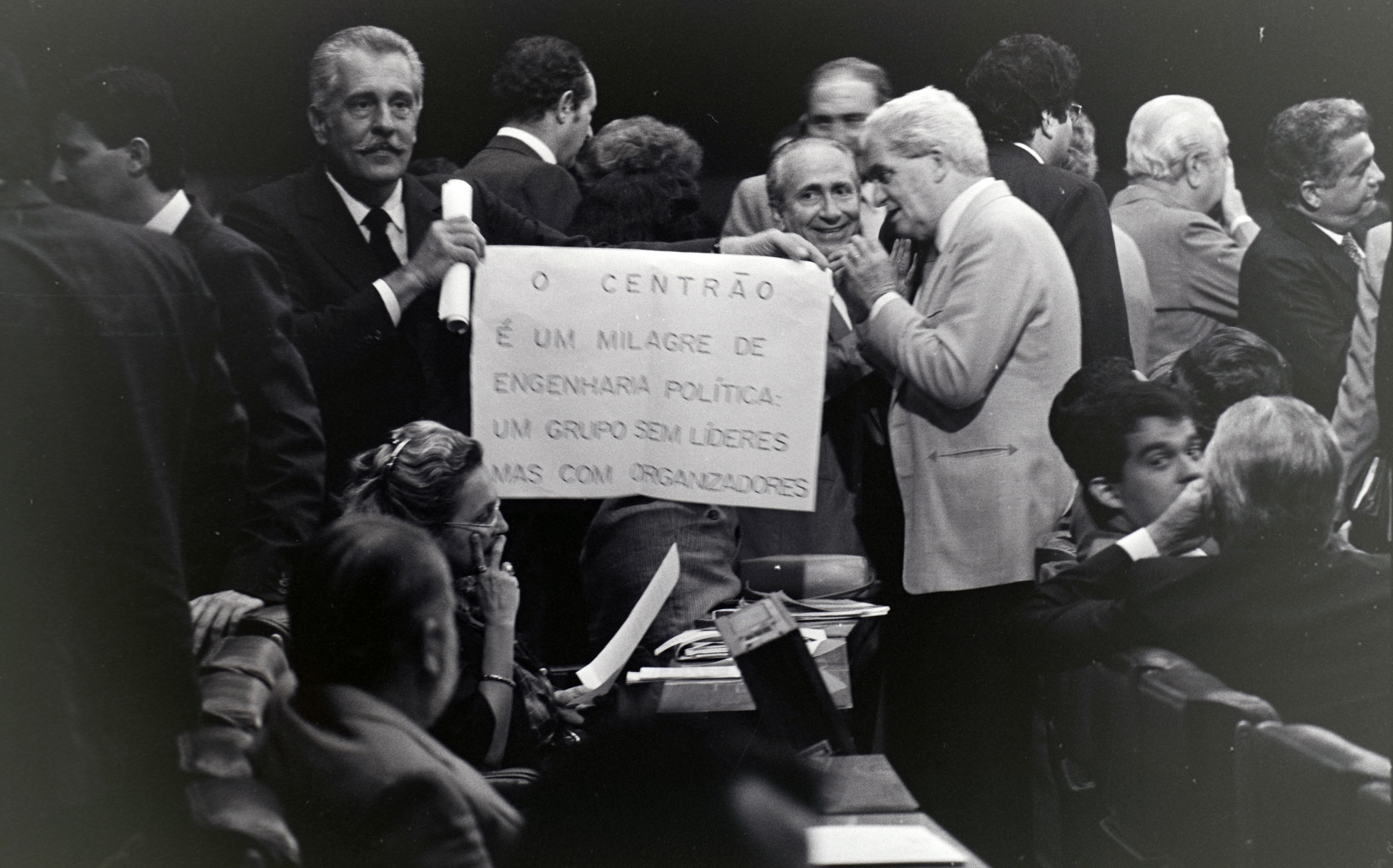
Los diputados Ricardo Ferreira Fiúza y Amaral Netto llevan un cartel durante la Asamblea Nacional Constituyente de 1987 que dice: 'El Centrão es un milagro de ingeniería política. Un grupo sin líderes pero con organizadores'.

En el contexto de la política brasileña, la expresión portuguesa centrão (literalmente, «gran centro», y a veces traducida como centrón) se refiere a un conjunto de partidos políticos que no poseen una orientación ideológica definida, sino que tienen como objetivo asegurarse su cercanía al Poder Ejecutivo para que este les garantice ciertas ventajas y les permita distribuir determinados privilegios por medio de sus prácticas clientelistas. Pese a su nombre, el centrão no se trata necesariamente de una agrupación de partidos de posición político-ideológica centrista, sino de una coalición de lemas de orientación más bien  conservadora, generalmente compuesto de lo que en Brasil se denomina baixo clero (literalmente, «bajo clero»), representantes pertenecientes a bloque minúsculos que responden a intereses locales o incluso personales, y que se encuentran involucrados en la práctica del intercambio de favores.

## Historia

### Surgimiento durante la Asamblea Constituyente de 1988
El término se remonta a la Asamblea Constituyente de 1987, cuando fue usado para designar a un grupo de parlamentarios de partidos de centro-derecha que se unió para apoyar al entonces presidente José Sarney con el objetivo de combatir las propuestas de reformas al texto constitucional por las que propugnaban los partidarios de Ulysses Guimarães. Debe recordarse que para dicha Asamblea no se realizaron elecciones especiales, sino que los diputados y senadores en ejercicio cumplieron la función de constituyentes.
Cinco partidos formaban el centrão de aquella época: el PFL, el Partido Liberal, el Partido Democrático Social, el Partido Demócrata Cristiano y el Partido Laborista Brasileño, junto a porciones del PMDB, rivales por el liderazgo de Guimarães. Los parlamentarios del centrão consiguieron entonces influenciar la forma final del texto aprobado, negociando su apoyo a la propuesta del Presidente a cambio de cargos y beneficios. El 2 de junio de 1988, este grupo consiguió también extender el mandato presidencial de Sarney hasta los cinco años.
Al no existir una definición exacta, el número de diputados que integraban el Centrão se estima entre 136 parlamentarios, como mínimo, y 313, como máximo, de un total de 559 electores.
En una entrevista años después, el líder del PFL en la Cámara, el diputado José Lourenço, cuando le pidieron que diera su versión sobre el origen del centro, respondió:

El Centro nació de una visión concreta: o corregíamos ese proceso, que privilegiaba a una minoría, o era inviable continuar en la Asamblea Constituyente y apoyar nada. Tuvimos que reaccionar. Y reaccionamos cuando tuvimos tropas para reaccionar: los 319 votos que lograron aprobar otro regimiento. 'Ahora lo contaremos como es'. Y entonces empezó la mierda.
José Lourenço Morais da Silva, en el libro de entrevistas 1988: Segredos da Constituinte

Fernando Henrique Cardoso, senador durante la Asamblea Constituyente, reconoció que la radicalización de la cuestión de la reforma agraria y la función social de la propiedad fueron los detonantes de la formación del centrão.

### Período de incubación
El centrão ganaría nueva notoriedad con la formación del blocão, un grupo creado en 2014 por Eduardo Cunha, líder por aquel entonces del PMDB, por causa del descontento de los diputados de la coalición oficialista para con la presidenta Dilma Rousseff, a la que acusaban de prestar poca atención a su vínculo político con el Congreso. Esta agrupación reunía a ocho partidos: el PSC, el Partido Progresista, el PROS, el PMDB, el PTB, el Partido de la República y el partido Solidaridad, los cuales sumaban en total 242 parlamentarios (el 47% da la Cámara de Diputados). La influencia de Cunha sobre este grupo tendría como resultado su elección en primera vuelta como Presidente de la Cámara de Diputados de Brasil, en febrero de 2015. El grupo se convertiría en la principal fuerza política de la Cámara de Diputados de Brasil, y un punto de encuentro para la llamada bancada BBB.
A partir de allí, el centrão tendría un papel decisivo en el proceso de destitución de Dilma Rousseff, destituida de su cargo en mayo de 2016, e influenciaría de manera gravitante la toma de decisiones durante el gobierno de Michel Temer. Durante el proceso de destitución este grupo se conformó con trece partidos: el Partido Progresista, el Partido de la República, el Partido Social Democrático, el Partido Laborista Brasileño, el Partido Republicano del Brasil, el Partido Social Cristiano, el PROS, Solidaridad, el Partido Ecológico Nacional, el Partido Laborista Nacional (PTN), el Partido Humanista de la Solidaridad, el Partido Social Liberal y el partido Avante; todos, excepto Solidaridad, habían integrado la base de apoyo del gobierno de Dilma Rousseff, y la mayoría había obtenido ministerios bajo los gobiernos del PT. En el gobierno de Michel Temer, el grupo actuaría de modo de poner un freno a las dos denuncias criminales de la Procuradoría General de la República contra el Presidente Michel Temer, evitar un posible proceso de destitución y aprobar las reformas que impulsaba dicho gobierno por medio de negociaciones.

### Elecciones de 2018
En las elecciones generales de Brasil de 2018, el candidato a la presidencia por el PSDB, Geraldo Alckmin, realizó un pacto con los partidos del centrão para obtener un mayor tiempo de propaganda electoral.
Luego de las elecciones, uno de los partidos del centrão, el MDB (ex-PMDB), sufrió una reducción en sus bancadas en el Senado Federal. El expresidente del Senado, Eunício Oliveira, quedó en tercer lugar en Ceará, mientras que el senador Edison Lobão, exministro de Minería y Energía, el exministro de Turismo, Garibaldi Alves y el exministro de Planificación, Romero Jucá, no lograron reelegirse.
En la Cámara de Diputados, merced a la influencia del candidato presidencial Jair Bolsonaro, el PSL obtuvo la elección de 52 diputados federales, lo que produjo un cambio significativo en la composición de la cámara. El MDB, que había sido hasta entonces el líder del bloque, perdió casi la mitad de los escaños que poseía luego de las elecciones de 2014 (cayó de 66 a 34).
El centrão se reorganizó en torno a las figuras del diputado federal y presidente de la Cámara Rodrigo Maia (DEM-RJ), del líder de la mayoría Aguinaldo Ribeiro (PP-PB) y del líder del partido Progresistas, el diputado federal Arthur Lira (PP-AL). En junio de 2020, Arthur publicó un artículo en la Folha de São Paulo donde describía al centrão como una fuerza moderadora que garantizaba la previsibilidad institucional y la gobernabilidad.
Debido a la reducción significativa de su bancada (de 54 a 29 escaños), el PSDB pasó a formar parte de la agrupación, juntándose con el partido Demócratas.
En mayo de 2019, la Cámara de Diputados prohibió el uso de la expresión "centrão" en los canales de radio y televisión de la propia Cámara, por considerar que el término es peyorativo.